# Флаг Астаны
Флаг Астаны является официальным символом столицы Казахстана Астаны наряду с гербом.

## Описание
Флаг города Астаны Республики Казахстан представляет собой прямоугольное полотнище голубого цвета с отношением ширины к длине 1:2 с размещением в середине Герба города Астаны, от которого во все стороны отходят лучи солнца золотистого цвета.

## История
С 1998 по 2008 годы у Астаны существовал другой флаг: синее полотнище с изображением старого герба, отношение ширины флага к длине 1:2. 5 июня 2008 года был выбран новый флаг.